# 龙兴府
龙兴府，元朝设立的府。
至元十四年（1277年）设置，1278年，并入福建行省。至元十七年（1280年），又置江西行省，龙兴府为江西行省治所，后改龙兴路，元朝末年，朱元璋改洪都府、南昌府。